# Chinamyersia viridis
Chinamyersia viridis är en insektsart som först beskrevs av Myers och William Edward China 1928.  Chinamyersia viridis ingår i släktet Chinamyersia och familjen barkskinnbaggar. Inga underarter finns listade i Catalogue of Life.